# Aqualibi
Aqualibi est un parc aquatique belge situé à Wavre dans la province du Brabant wallon adjacent au parc d'attractions Walibi Belgium et intégré à ce dernier. Walibi Belgium a toujours été considéré comme deux parcs en un. Ouvert en 1987, il s'agit d'un bâtiment réunissant bon nombre de piscines et de toboggans aquatiques destinés à amuser le visiteur.

## Histoire

### Création et popularité sous l'ère Meeùs

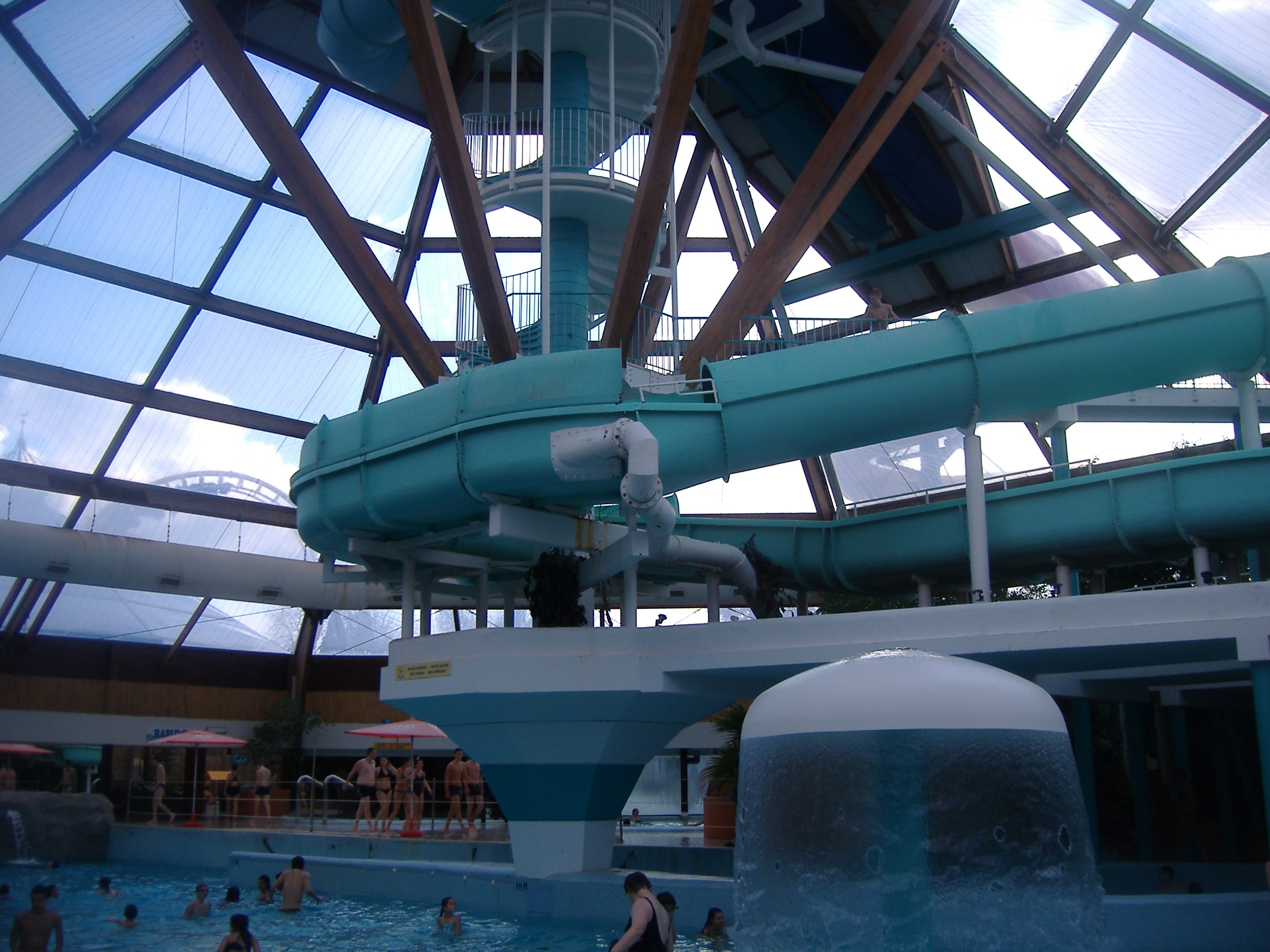
Le centre de la pyramide, construit en 1987. Les toboggans ont été changés en 2010.

Au cours de l'année 1986, le propriétaire de Walibi Eddy Meeùs estime qu'il peut réaliser des plans d'investissements à long terme et se met donc à la recherche de nouvelles activités. C'est son adjoint au marketing et relations commerciales Dominique Fallon qui lui propose l'idée de construire un parc aquatique couvert, à l'image de Tikibad, le complexe aquatique ouvert en 1984 à Duinrell aux Pays-Bas,. Après une étude de marché et diverses visites dans des lieux similaires en Allemagne, en France et aux Pays-Bas, le projet prend forme. Sur une idée de Thierry Meeùs, il est baptisé Aqualibi, un jeu de mots entre « Aqua » (eau en latin) et « Walibi ». Pour le réaliser, le bureau d'étude néerlandais ayant créé l'Océade de Strasbourg inauguré en 1986 travaille avec les équipes belges. La première pierre est posée le 19 décembre 1986.
Construit à l'entrée du parc, Aqualibi est conçu en prenant le meilleur de ce qui a été visité chez la concurrence : une grande piscine à vagues, une piscine à courant d'eau et jets de relaxation, une piscine extérieure, un jacuzzi, des murs chauffants, un solarium dotés de lampes chauffantes avec transats, une pataugeoire et évidemment des toboggans, dont le Colorado, un double toboggan à bouées inspiré par celui d'Alpamare, site suisse inauguré en 1977 à Pfäffikon. Les activités sont entourées d'une thématique tropicale et sont installées sous un toit transparent de forme conique inspiré de ceux des Center Parcs des Pays-Bas,. À ceci s'ajoutent un restaurant accessibles aux nageurs et une boutique. Plusieurs éléments de décoration de l'aventure de Tintin Le Sceptre d'Ottokar sont utilisés pour l'unique entrée et la file d'attente. La thématique Syldave prend également place aux abords de l'entrée de Walibi située à deux pas et s'étend jusqu'à un premier quartier, manèges compris, dans le parc d'attractions. Les travaux prennent du retard avec l'hiver rigoureux et Aqualibi est finalement inauguré le 6 juillet 1987, en pleine saison estivale,.
Outre son statut de première en Belgique, l'originalité d'Aqualibi vient également du fait qu'il est considéré comme une attraction du parc, chaque visiteur de Walibi ayant droit de s'y amuser durant 1 h 15 pendant la journée en présentant son ticket d'entrée. Les nageurs désirant accéder uniquement au complexe aquatique en ont la possibilité en achetant un billet séparé. C'est en fin de saison qu'il devient un parc aquatique permanent, c'est-à-dire ouvert toute l'année et en soirée, ce qui modifie profondément les habitudes de l'équipe de direction de Walibi qui n'avait travaillé qu'au rythme des saisons jusqu'alors. Le nombre de nageurs en cette première année d'exploitation est de 180 000 entrées avec un billet Aqualibi et de 275 000 entrées avec un billet Walibi.

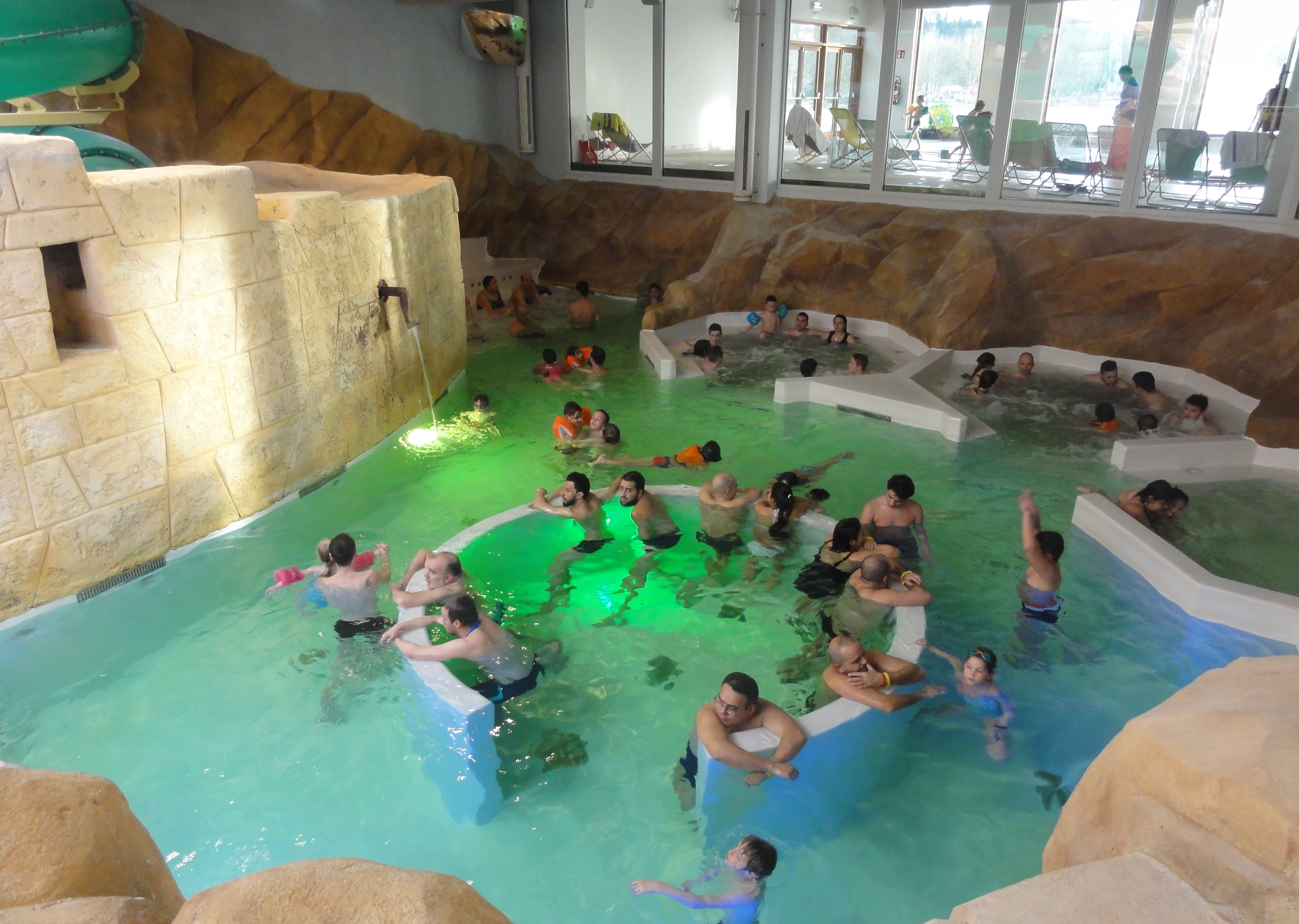
Laguna Verde, construit dans l'extension de 1990.

Avec différents investissements dont Aqualibi, le succès populaire est au rendez-vous à Wavre, et le 10 août 1988, le parc accueille son douze millionième visiteur. La fréquentation étant élevée et face à la concurrence d'Océade ouvert en 1988 au sein du complexe Bruparck de Bruxelles, près de 220 millions de BEF (environ 5.5 millions d'euros) sont injectés pour doubler la surface d'Aqualibi en 1990 avec la construction d'une aile supplémentaire au style Inca comprenant une piscine chauffante (Laguna Verde), un toboggan (Tinka), des bancs solaires, un jacuzzi de grande taille et Rapido, une rivière sauvage de 130 mètres de long. Propriétaire du parc aquatique, le Groupe Walibi achète le concurrent Océade en 1992.

### Changements de propriétaires, rénovation puis extensions
Le groupe Walibi est vendu le 24 mars 1998 à l'entreprise américaine Premier Parks,. Premier Parks se rebaptise Six Flags en 2000. En 2001, celle-ci remplace la mascotte Walibi par les Looney Tunes et Batman à Walibi. Le parc aquatique quant à lui est amputé de sa mascotte et n'en voit aucune arriver en retour. En décembre 2003, le parc invite la presse à découvrir le retour du kangourou dans la piscine tropicale où les décors de l'ancienne attraction Walibiland sont installés. L'ancienne statue qui se trouvait à l'entrée du parc est alors présentée dans l'accueil. En mars 2004, peu avant le début de saison, Six Flags cède sa division européenne au fonds d'investissement privé londonien Palamon Capital Partners qui crée le groupe Star Parks désormais chargé de la gestion du parc,.
L'année 2010 est marquée par la fermeture d'Aqualibi pour une refonte totale des installations. Du 4 janvier 2010 à fin mars 2011, il est inaccessible durant une période de quinze mois pour cause de rénovation complète. Accessible toute l'année à une température « tropicale » de 29 °C, et ce depuis son ouverture en 1987, certains aménagements doivent être faits : peinture, changement des toitures, système de chauffage plus écologique et économique. L'aspect esthétique est confié à la société belge Giant. Le projet comprend également la construction de nouvelles piscines, d'une zone de jeux pour les enfants, de nouveaux toboggans et d'installations plus confortables (vestiaires, espace restaurant), le tout accompagné d'un plan d'économie d'énergie.
Aqualibi rouvre le 30 mars 2011 à 14 h après près de 500 jours de travaux et un investissement total de 11 millions d'euros. Une nouvelle entrée principale est mise en service à l'opposé de la première. Celle-ci permet toujours un accès direct aux visiteurs de Walibi. Ils peuvent s'acquitter d'un droit d'entrée pendant la journée à un tarif préférentiel car il n'est plus inclus en présentant son ticket d'entrée.
Le parc est inaccessible fin 2013 à cause d'une grève du personnel. Pour la première fois depuis la rénovation de 2010, le public ne peut s'y rendre durant les vacances hivernales pour ce qui est alors la plus longue grève depuis l'ouverture du parc. La grève démarre à la suite de licenciements dans le parc Walibi directement adjacent. La direction estimait que des moyens devaient être dégagés pour assurer l'avenir.
Pendant l'entretien annuel du 12 au 23 janvier 2015, Aqualibi instaure un nouveau système de file d'attente. Depuis lors, chaque toboggan dont le départ se situe au sommet du toit a sa propre file d'attente ; contrairement à précédemment où il n'y en avait qu'une seule pour les deux toboggans. C'est aussi pendant cet entretien qu'il est annoncé l'arrivée d'un nouveau toboggan à grande vitesse (50 km/h). Baptisé Flash, il ouvre le 24 janvier 2015.
Walibi annonce le 22 juin 2017 son plan d'investissements à 100 millions d'euros pour les années à venir. La première phase des investissements à Aqualibi s'élève à 4,2 millions d'euros, avec la réalisation d'un décorum caraïbéen grâce à la société néerlandaise JoraVision et un agrandissement de 673 m2 destinés aux moins de six ans ne sachant pas encore nager,. Dénommé Kiddie Bay et construit par l'entreprise canadienne Vortex, il compte cinq toboggans. Fermé ponctuellement pour travaux dès septembre 2017, le parc est inaccessible de janvier à avril 2018. Les clients possédant un abonnement peuvent profiter durant ces fermetures des installations d'Océade. 450 000 nageurs se rendent à Aqualibi en 2017 et 400 000 en 2019.
Le plan d'investissement se clôture en 2023 avec l'ajout de la zone Surf Bay possédant une tour de vingt-cinq mètres proposant quatre nouveaux toboggans construits par ProSlide. La zone est inaugurée le 22 décembre 2023.

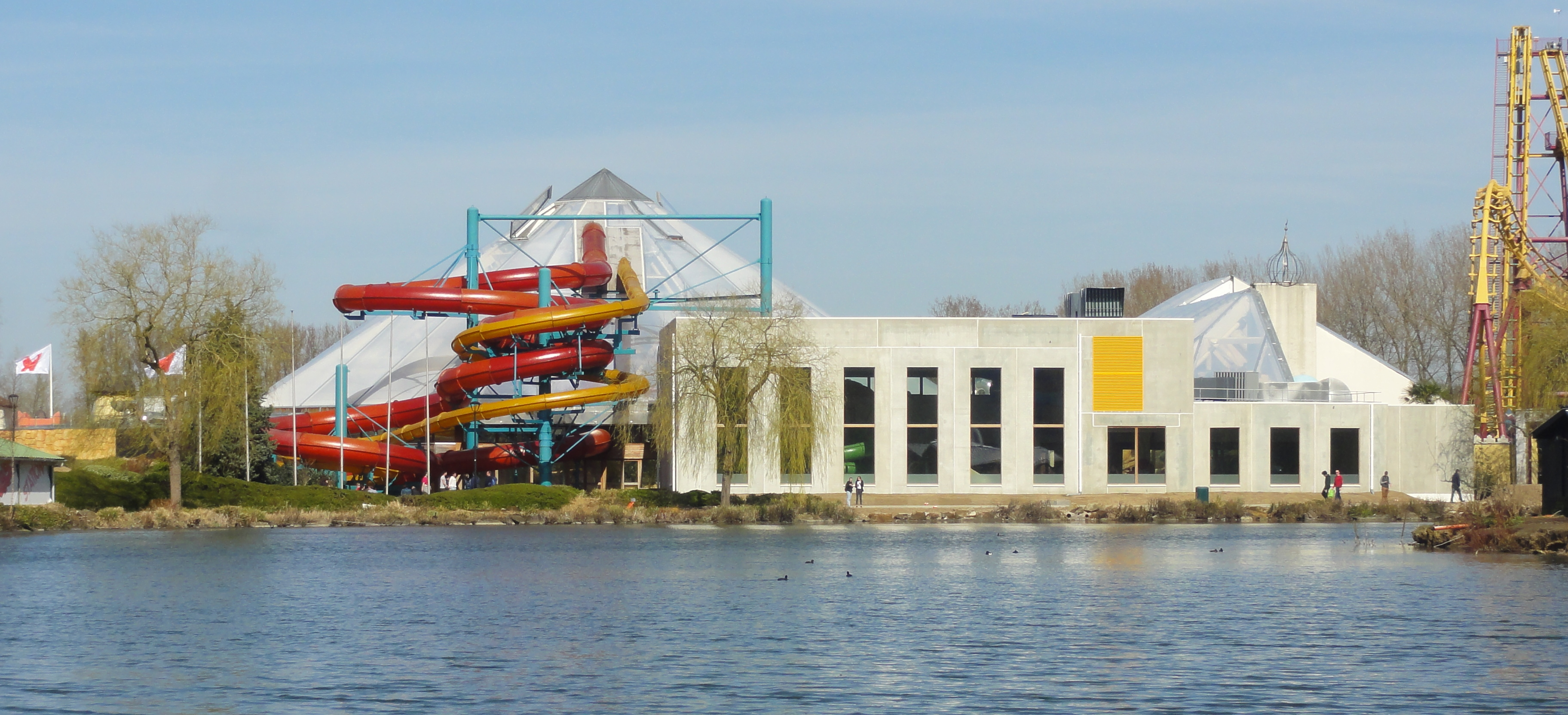
L'extension inaugurée en 2018.
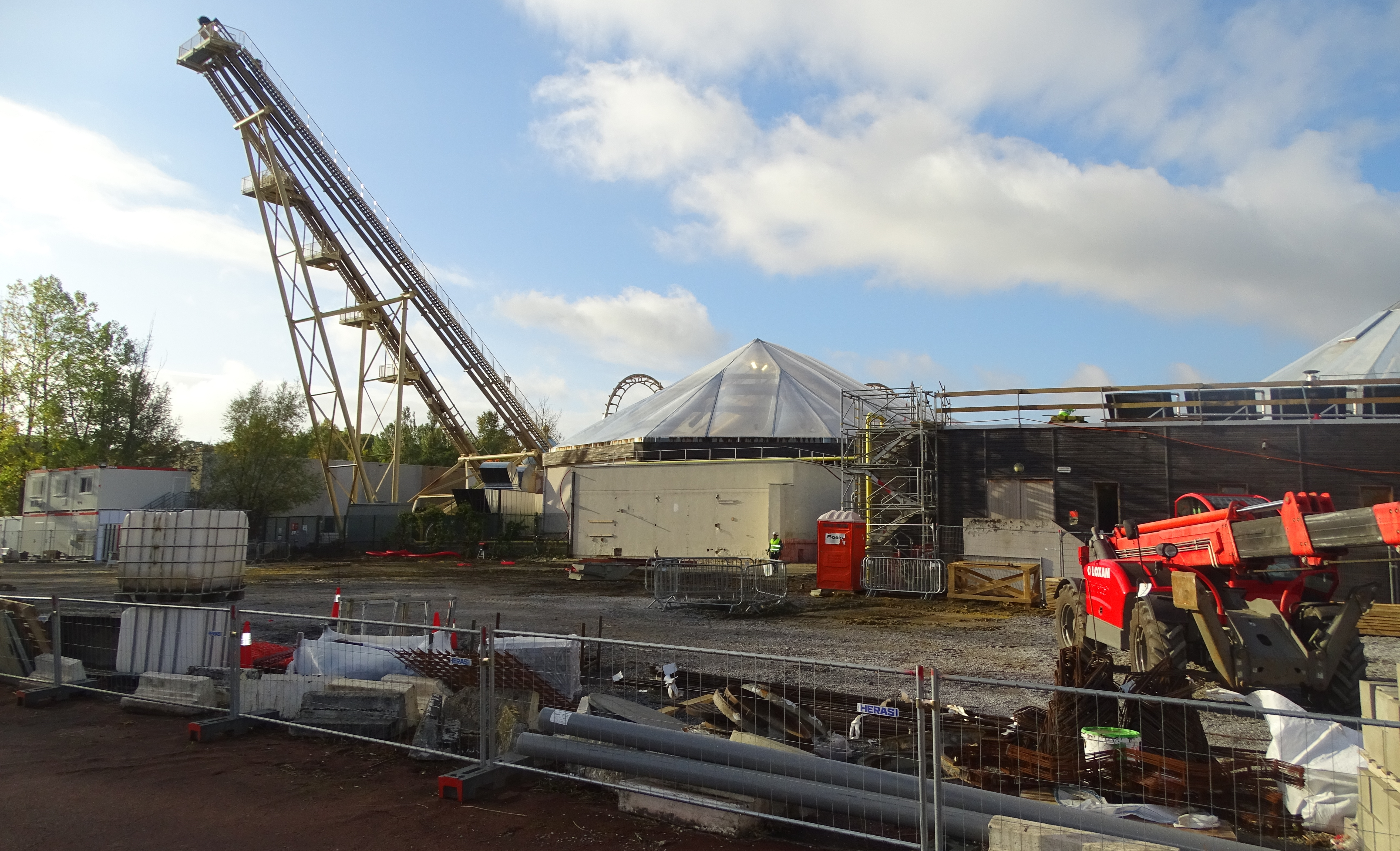
Début des travaux d'extension, 11 octobre 2022.
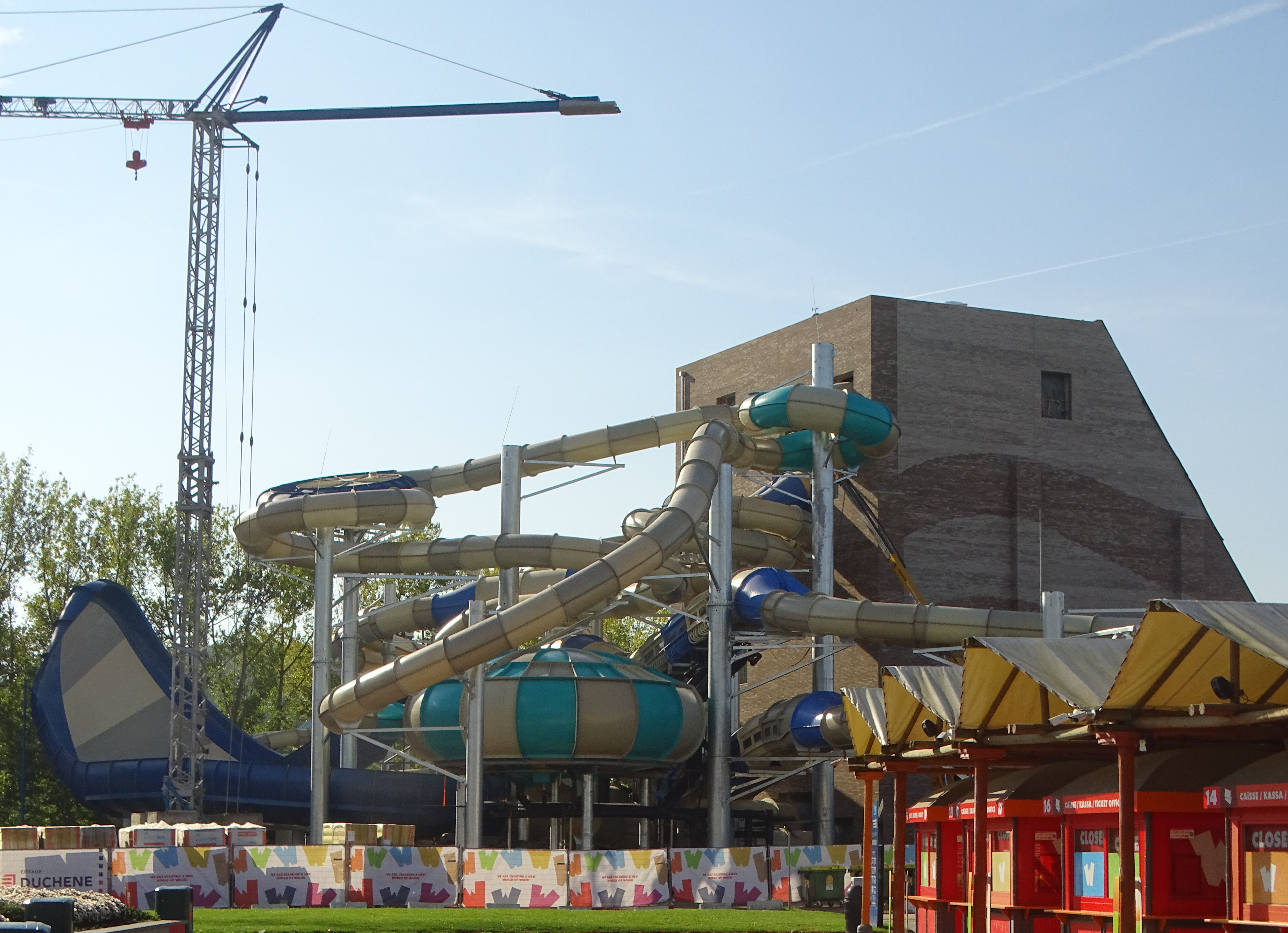
L'extension, le 14 septembre 2023.

## Les piscines et toboggans

### Anciens toboggans
Ces anciens toboggans sont démolis lors de la rénovation de 2010, étant donné qu'ils étaient assez usés au bout de vingt-trois années de fonctionnement.
- Boa hydrotube : un toboggan de cent quarante mètres de long et d'une quinzaine de mètres de hauteur, de couleur jaune ouvert de 1987 à 2010. Il était à l'origine vert clair avant d'être repeint début 2007.
- Boa blacktube : une réplique parfaite du Boa hydrotube ouverte de 1987 à 2010, si ce n'est le fait que le baigneur glisse dans l'obscurité, progressant ainsi en aveugle. À l'origine, Blacktube était de couleur vert foncé avant d'être repeint début 2007 en orange opaque pour qu'il fasse noir à l'intérieur du tube.
- Colorado : le visiteur évolue sur une bouée d'une place, vers la moitié du parcours, le toboggan ouvert de 1987 à 2010 offre deux voies d'accès, pour finalement réaliser une descente dans un des deux toboggans aquatiques (couvert ou non).

Démolition 2023 pour l'accès d'une nouvelle zone.
- Zap: Nommé Tinka jusqu'en 2010, le Zap était un toboggan de courte distance mais à forte déclivité permettant d'atteindre une grande vitesse. La descente pouvait se faire une seule personne à la fois. Il a été démonté le 9 janvier 2023 dans le cadre de l'agrandissement d'Aqualibi et la création de la zone "Surf Bay".

### Piscines et toboggans actuels
- Piscine à vagues : ouverte en 1987, une piscine pouvant simuler des vagues (les plus fortes de Belgique) en quatre niveaux de puissance. (+/- cinq minutes toutes les demi-heures, aux heures 15 et 45).
- Laguna Verde : ouverte en 1990, il s'agit d'une piscine chauffée à une température de 36 °C avec des jacuzzis et des jets de massages.
- Mini Beach: ouverte en 2011, cette zone de 300 m2 pour enfants contient quatre toboggans entre 1,2 et 2,7 mètres de hauteur pour les enfants de trois à huit ans.
- Les toboggans et aventures :

| Nom       | Description | Année |
| --------- | --- | ----- |
| Rapido    | Il s'agit d'une rivière rapide où les bassins succèdent aux toboggans. La pente peu accentuée est compensée par un système de propulsion de l'eau. Ce toboggan a un grand débit horaire par rapport aux autres du parc, le décor est particulièrement soigné, et le parcours assez long, ce qui en fait une attraction très populaire. Le parcours passe dans une grotte. | 1990  |
| Surf      | Toboggan à bouée biplace de 58,9 mètres de long et 6,5 mètres de haut. | 2011  |
| Jet       | Toboggan de 47 mètres de long et 6,5 mètres de haut. | 2011  |
| Bi-bob    | Toboggan à bouée partant du sommet de la pyramide à 15,89 mètres de haut et faisant 140 mètres de long. | 2011  |
| Extrême   | Toboggan plus rapide, où l'on peut atteindre une vitesse de 50 km/h, partant du sommet de la pyramide à 15,89 mètres de haut et faisant 100,6 mètres de long. | 2011  |
| Flash     | Ce toboggan démarre d'une hauteur de 6,7 mètres, est long de 16 mètres, et est incliné à 45° sur le segment le plus raide. Il est possible d'atteindre 50 km/h. Accessible au personnes de plus d'1m20. Particularité : sur une partie du parcours la paroi est transparente. | 2015  |
| Banzai    | Faisant partie de l'extension "Surf Bay" inaugurée le 22 décembre 2023, ce toboggan à bouée biplace, possède 2 couloirs de course. Le parcours est ponctué de nombreux jets propulsant la bouée sur une longueur de 176 mètres à une vitesse pouvant atteindre 29km/h. Le départ se fait d'une hauteur de 16,8 mètres. Il est possible de voir le couloir d'à côté et ses concurrents de course à 4 reprises. Les personnes mesurant entre 1m06 et 1m20 doivent être accompagnées d'une personne de plus d'1m20.                                                              | 2023  |
| Pomaki    | Faisant partie de l'extension "Surf Bay" inaugurée le 22 décembre 2023, toboggan à bouée mono ou biplace. Après un bref parcours à vitesse moyenne, survient une pente très forte débouchant dans une sphère entièrement fermée. Les bouées tournent dans la sphère-entonnoir, ce qui réduit leur vitesse, avant de la quitter par son centre. Le toboggan est long de 134 mètres et la vitesse peut atteindre 50km/h. Le départ se fait d'une hauteur de 21 mètres. Les personnes mesurant entre 1m06 et 1m20 doivent être accompagnées d'une personne mesurant plus d'1m20. | 2023  |
| Wiki Wiki | Faisant partie de l'extension "Surf Bay" inaugurée le 22 décembre 2023, ce toboggan à tapis, possède 2 couloirs de course. Le baigneur se lance la tête en avant, le tapis sur le devant du corps. Le parcours a une longueur de 147 mètres et la vitesse peut atteindre 24km/h. Le départ se fait d'une hauteur de 16,8 mètres. Il est possible de voir le couloir d'à côté et ses concurrents de course à 4 reprises. Il est accessible aux personnes mesurant minimum 1m06.                                                                                                | 2023  |
| Waikiki   | Faisant partie de l'extension "Surf Bay" inaugurée le 22 décembre 2023, toboggan à bouée mono ou biplace. Le départ se fait d'une hauteur de 21 mètres. Après un début de parcours plutôt calme, la bouée prend de la vitesse pour déboucher sur une "vague" géante en extérieur de 18 mètres de haut. Le parcours a une longueur de 175 mètres et la vitesse peut atteindre 44km/h. Possédant une partie extérieure, le toboggan peut être inaccessible si les conditions climatiques ne sont pas favorables. Il est accessible aux personnes mesurant plus d'1m20.          | 2023  |

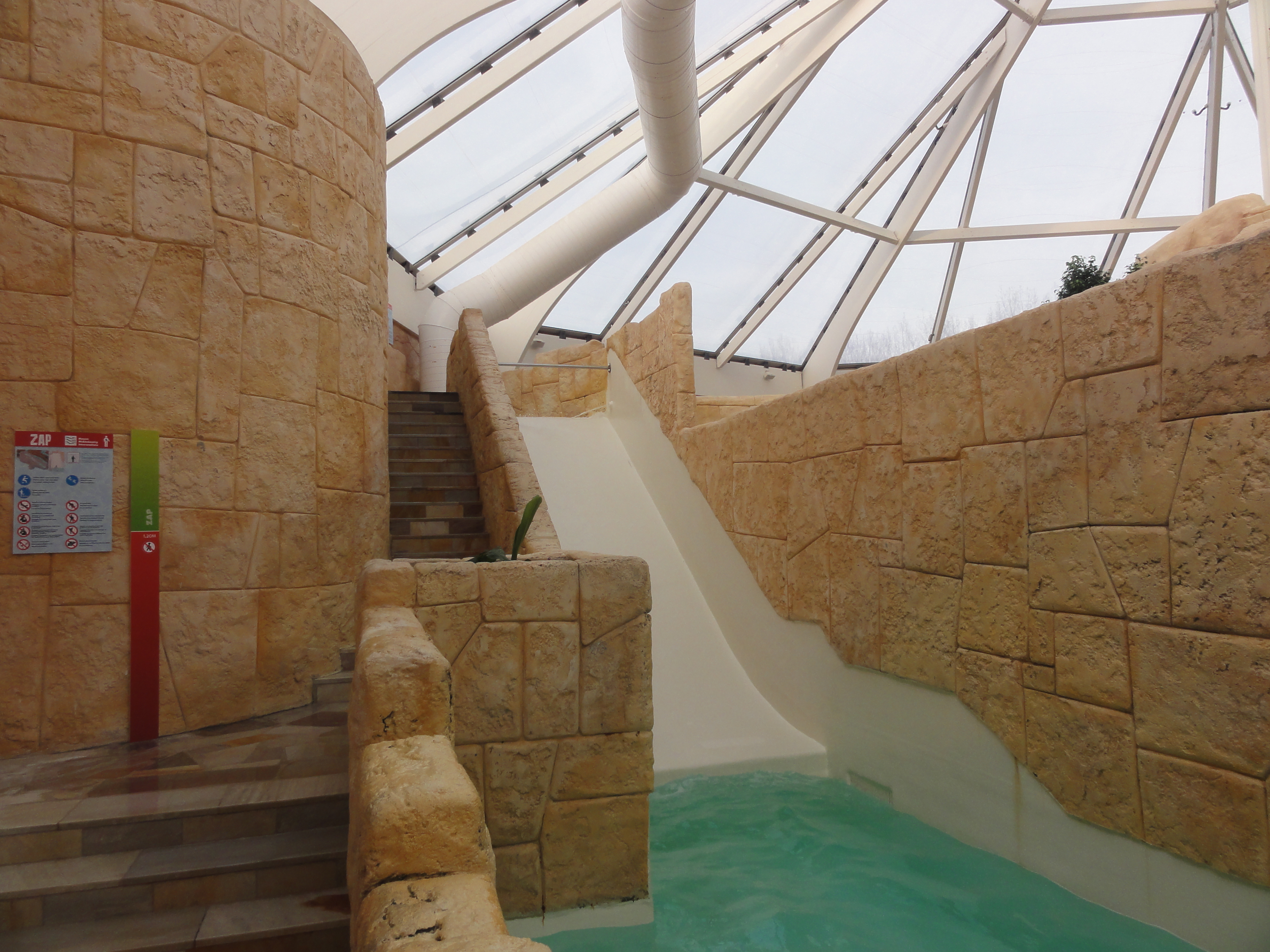
Le Zap, anciennement Tinka. Aujourd'hui démoli.
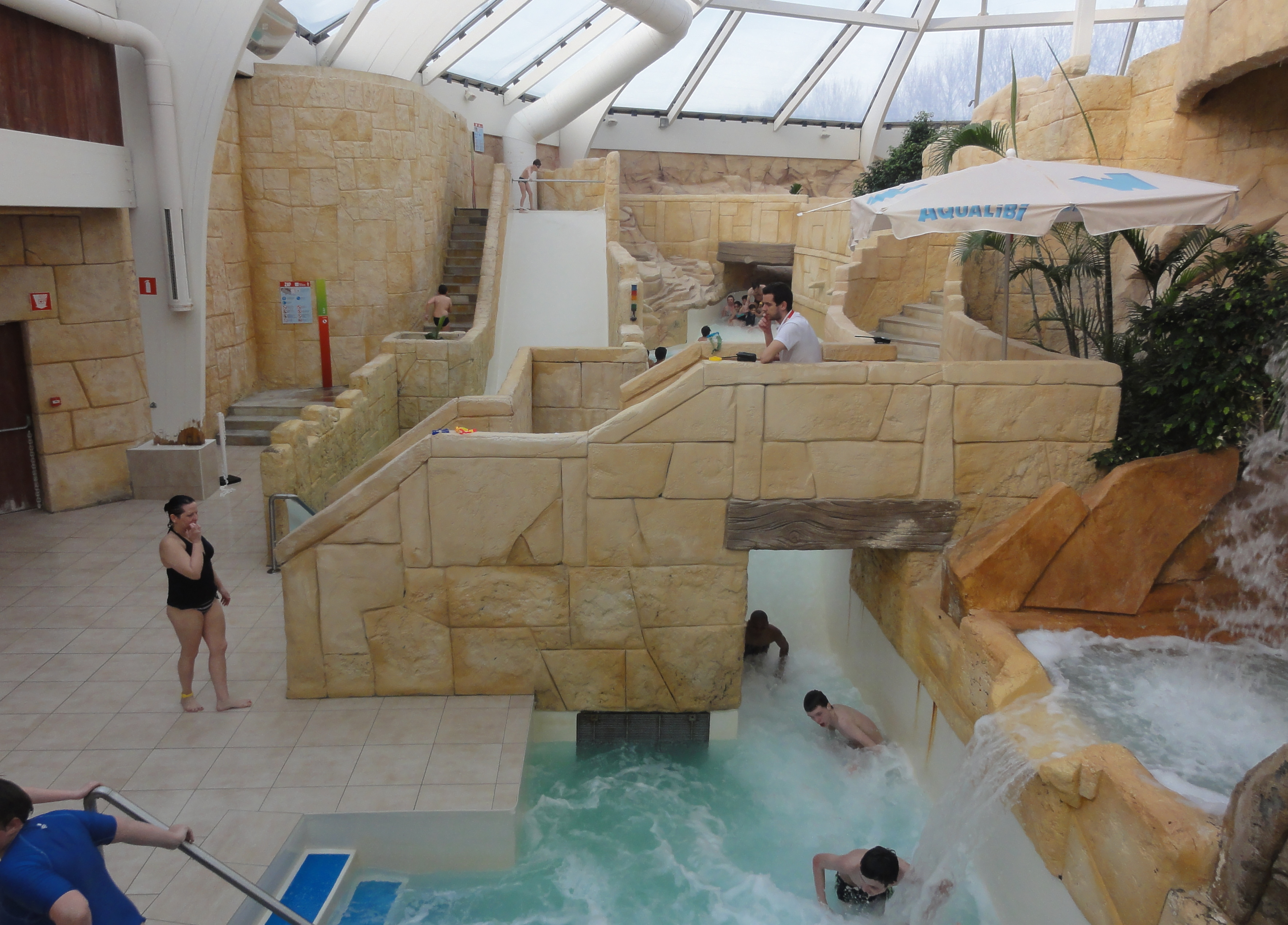
Le Zap et le Rapido.
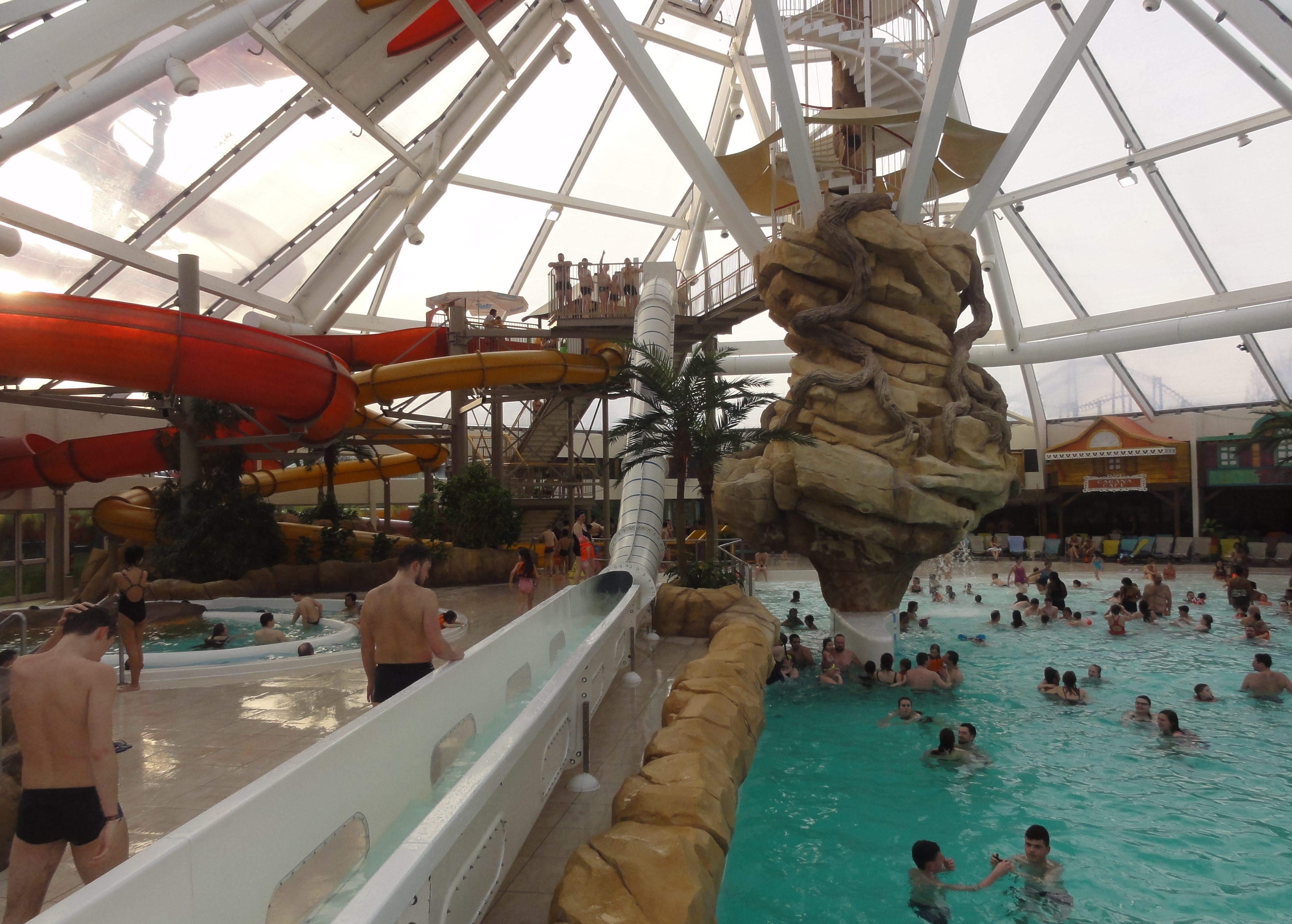
Le Flash.
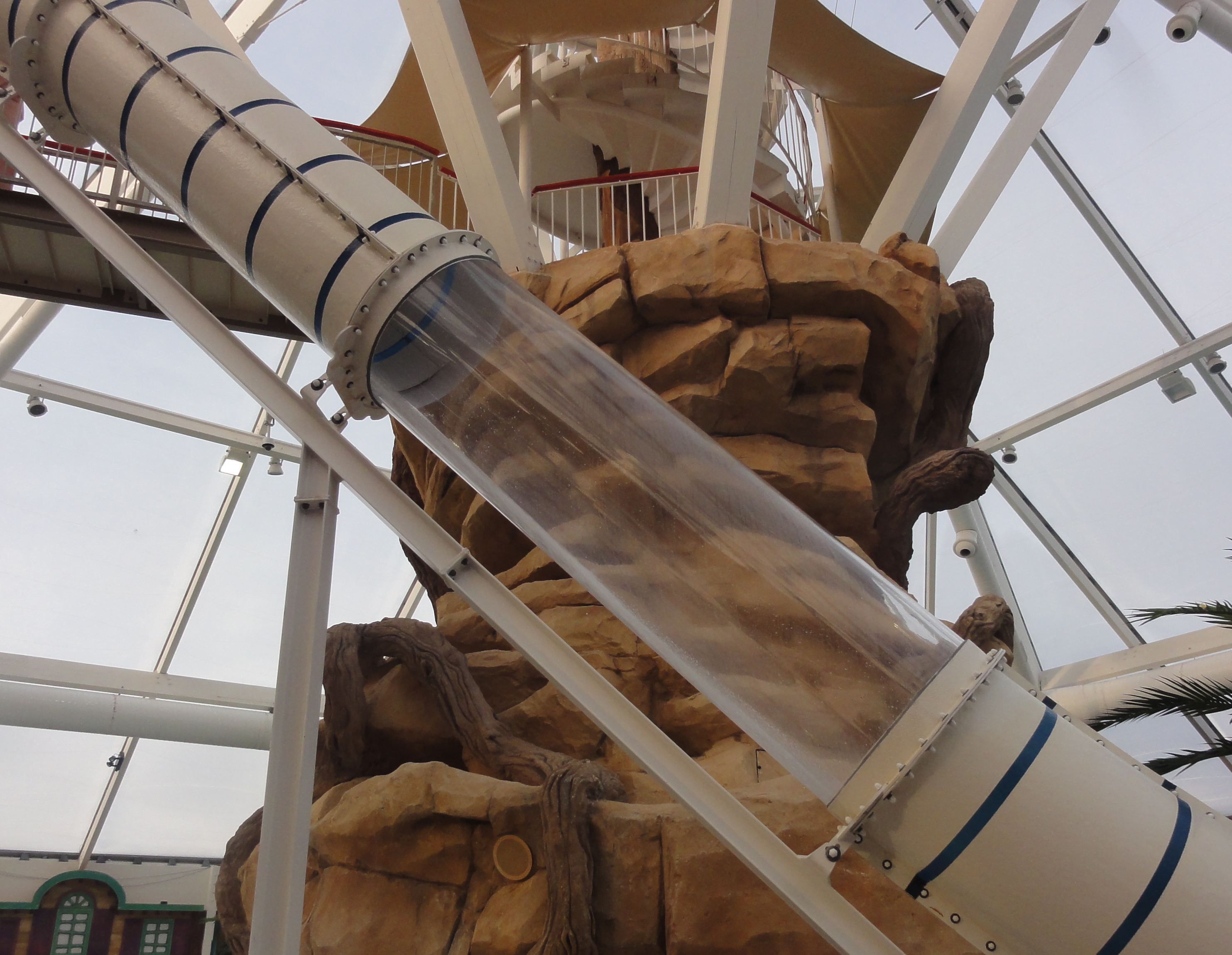
La section transparente du Flash.
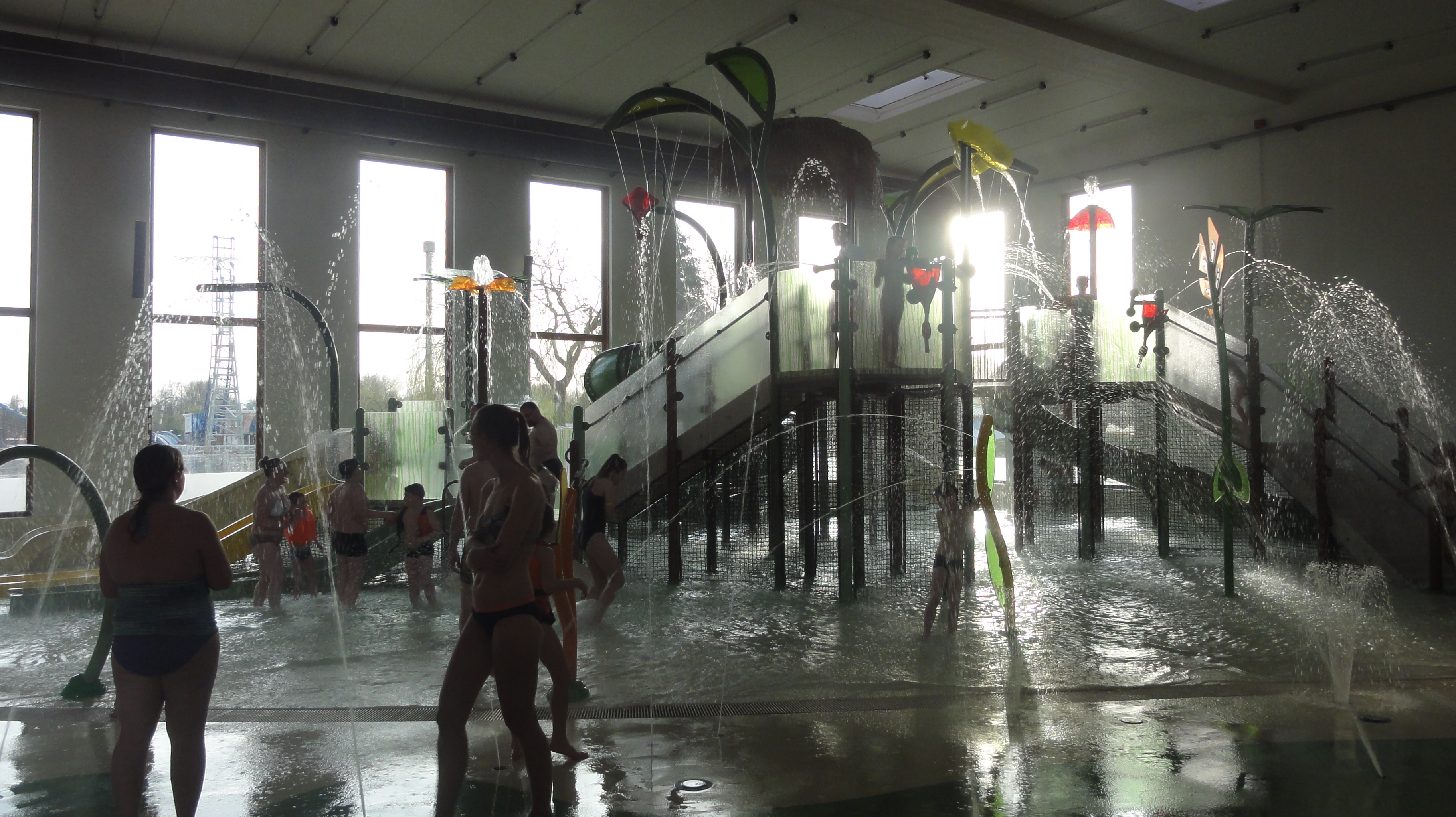
Kiddy Bay, inauguré en 2018.

## Fréquentation
Fréquentation annuelle 

180 000 (1987)
189 868 (2002)
188 280 (2003)
192 073 (2004)
188 320 (2005)
223 449 (2006)
245 622 (2007)
276 853 (2008)
325 684 (2009)
0 (2010)
375 000 (2011)
450 000 (2017)

## Galerie

Ancien logo d'Aqualibi jusqu'en 2010.
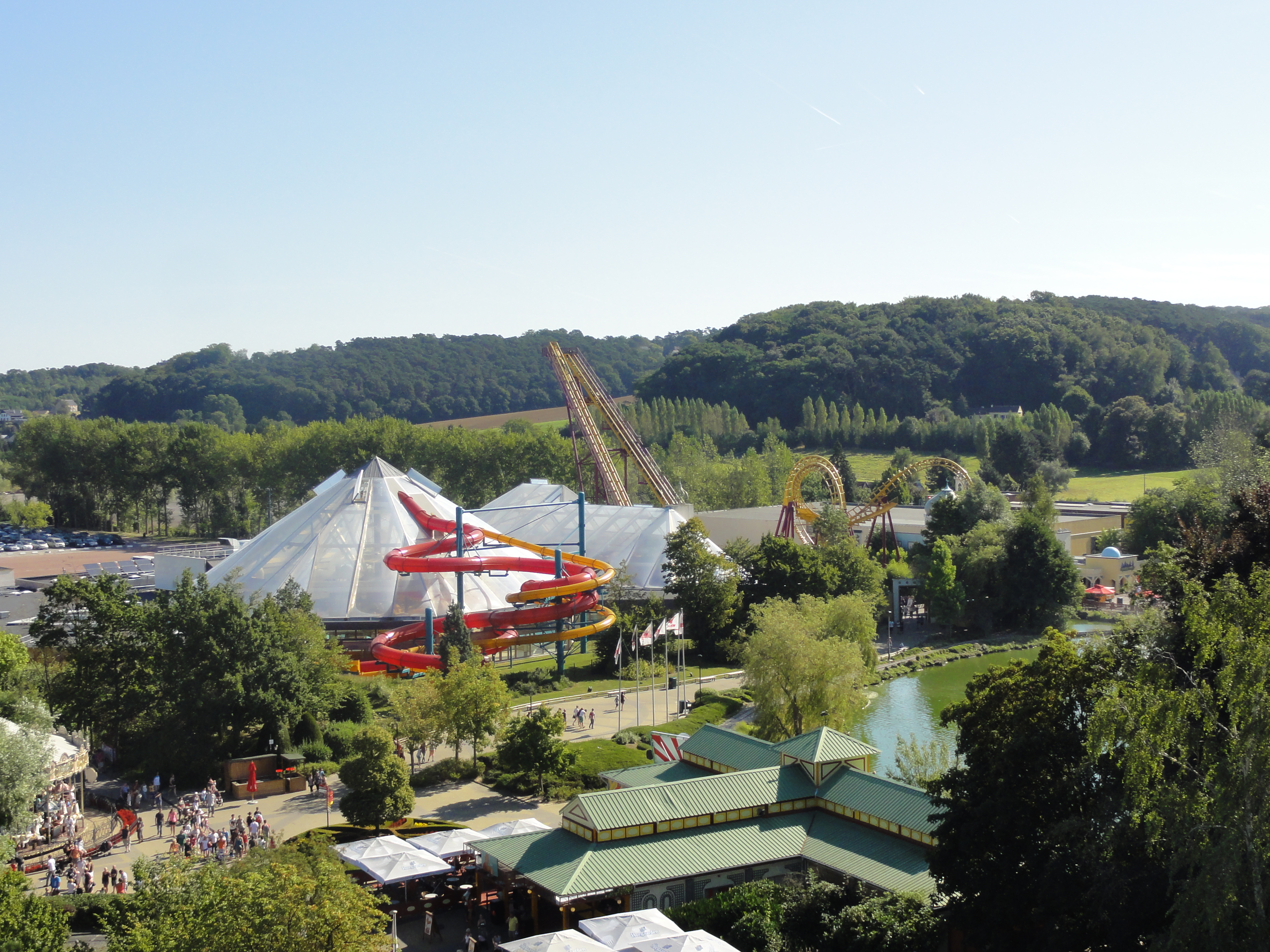
Aqualibi en 2011.
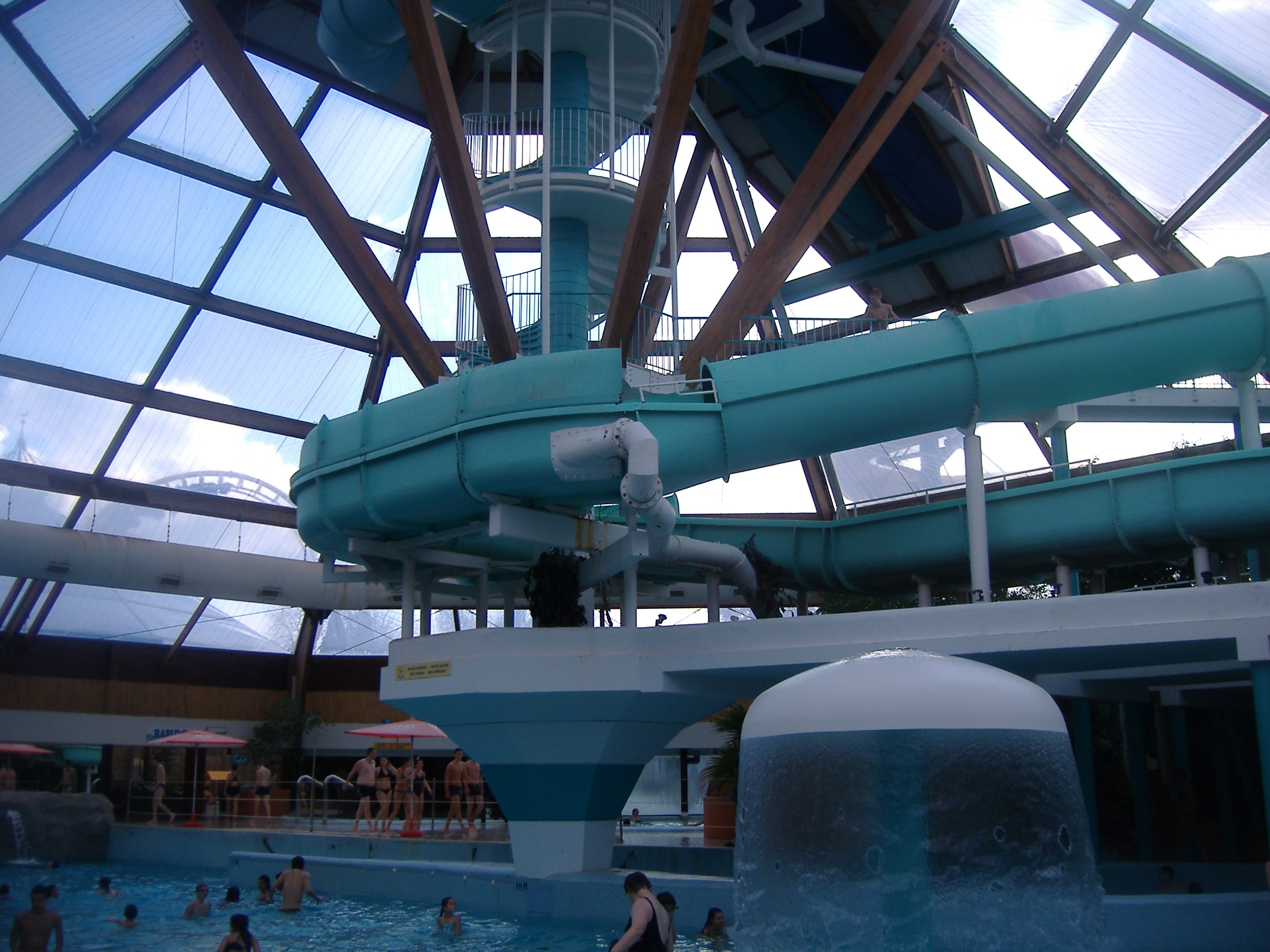
Piscine principale avec l'escalier menant aux boas et au Colorado.
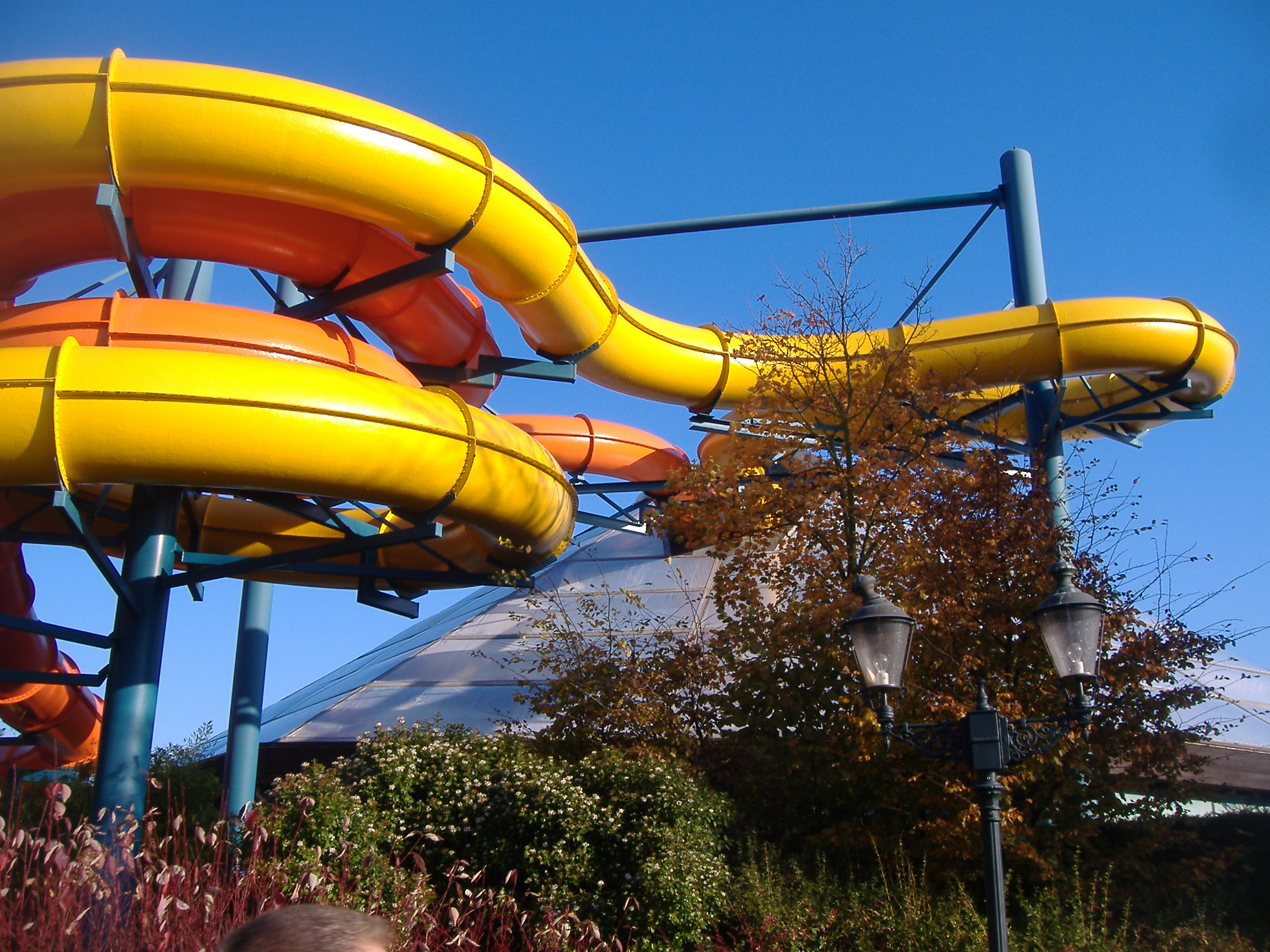
Boa hydrotube (jaune) et Boa blacktube (orange).
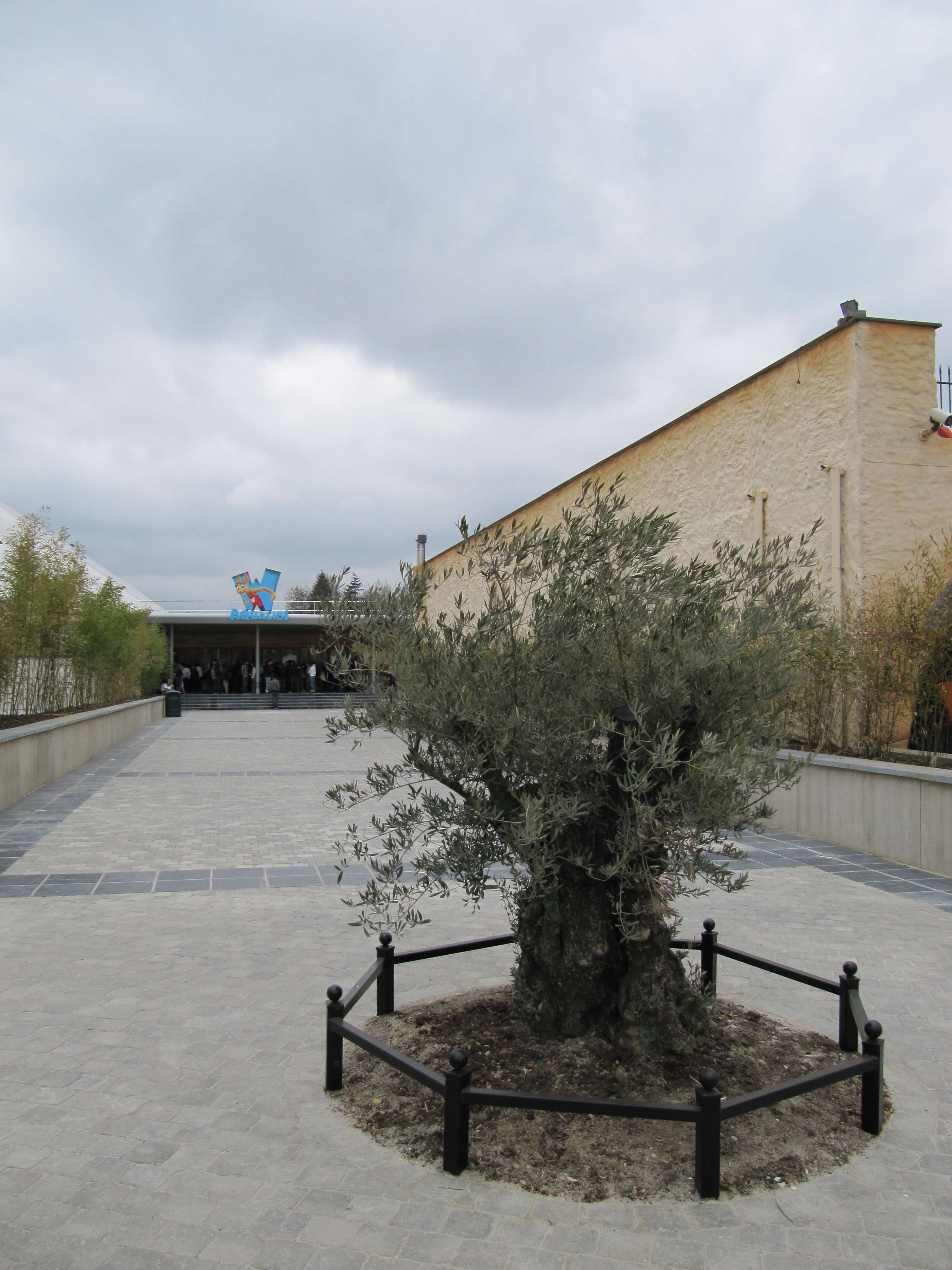
Entrée depuis 2011.
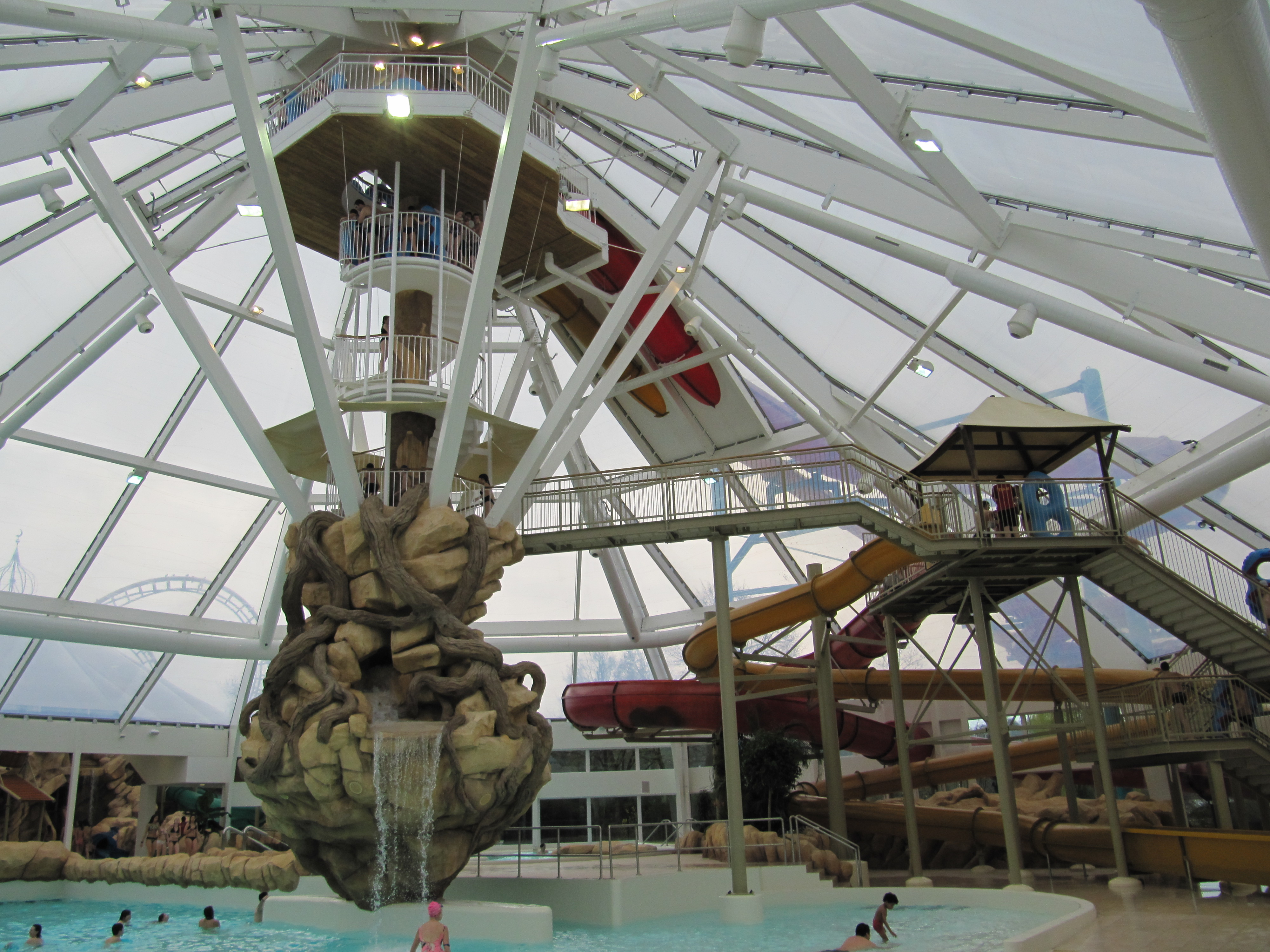
Piscine après rénovation.
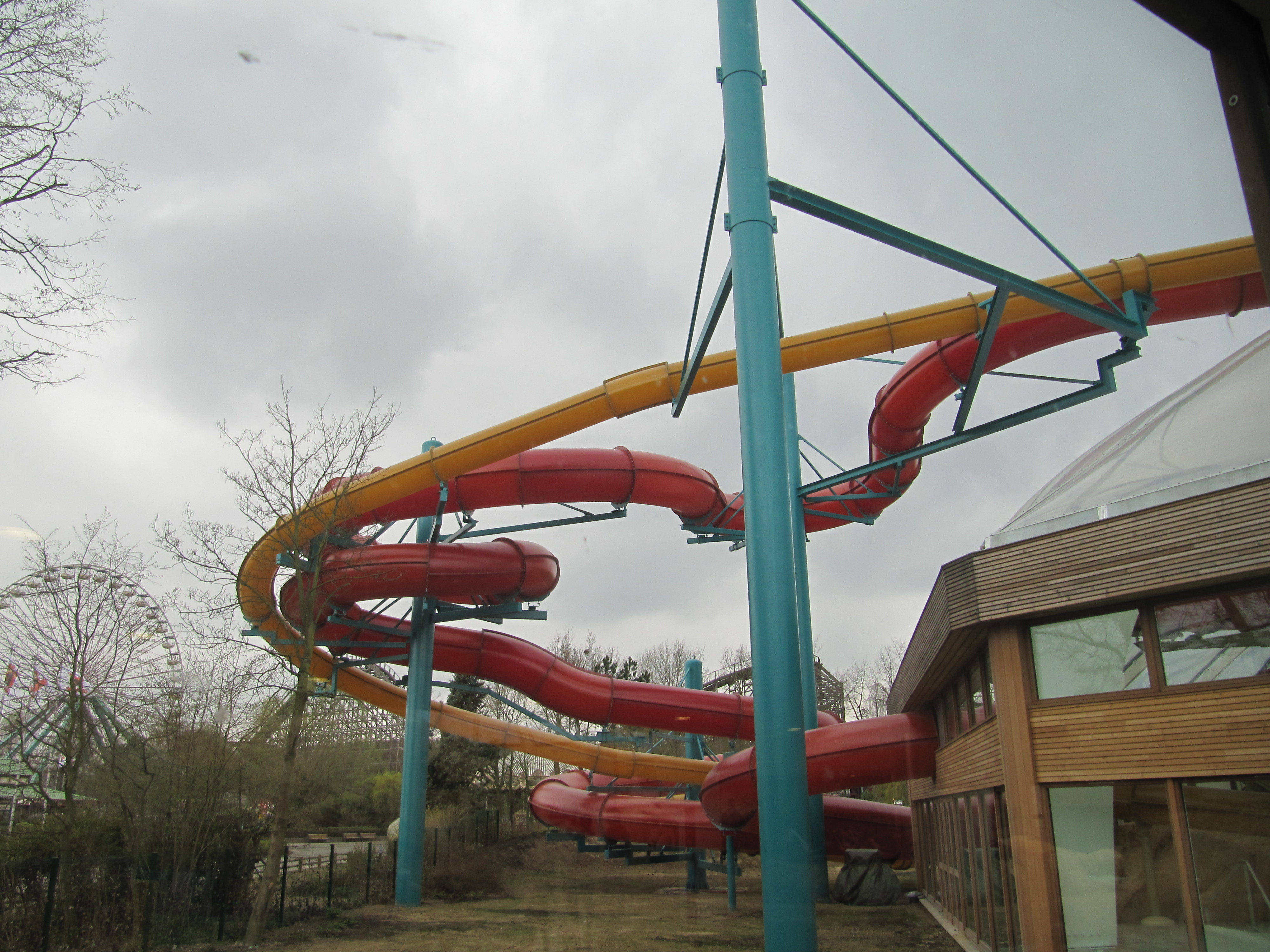
Toboggans Xtrême et Bi-bob.